# 55382 Kootinlok
55382 Kootinlok este o planetă minoră (asteroid), cu un diametru de 3,518 km, din centura de asteroizi. A fost descoperită pe 25 septembrie 2001 la Observatorul Desert Eagle de William Kwong Yu Yeung. 
Obiectul prezintă o orbită caracterizată de o semiaxă mare de 2,807621289259 UAi, o excentricitate de 0,06, o înclinație de 2,5 ° în raport cu ecliptica.